# Mohlsdorf-Teichwolframsdorf
Mohlsdorf-Teichwolframsdorf – gmina w Niemczech, w kraju związkowym Turyngia, w powiecie Greiz. Powstała 1 stycznia 2012 z połączenia dwóch gmin: Mohlsdorf oraz Teichwolframsdorf, które stały się automatycznie jej dzielnicami.